# Minamiashigara
Minamiashigara (南足柄市, Minamiashigara-shi) est une ville de la préfecture de Kanagawa, au Japon.

## Géographie

### Situation
Minamiashigara est situé dans la partie montagneuse ouest de la préfecture de Kanagawa, à environ 50 kilomètres à l'ouest de Yokohama. 

### Municipalités limitrophes
| Yamakita | Yamakita       | Kaisei  |
| Oyama    | Minamiashigara | Odawara |
| Hakone   | Odawara        | Odawara |

### Démographie
En 2010, la population de Minamiashigara était de 44 153 habitants, répartis sur une superficie de 76,93 km2. Au 1er juin 2024, elle était de 39 339 habitants.

### Climat
Minamiashigara a un climat subtropical humide caractérisé par des étés chauds et des hivers frais avec peu ou pas de neige. La température moyenne annuelle est de 13,6 °C. La pluviométrie annuelle moyenne est de 2 631 mm, septembre étant le mois le plus humide.

## Histoire
Le village moderne de Minamiashigara a été créé le 1er avril 1889. Il obtient le statut de bourg le 1er avril 1940 et de ville le 1er avril 1972.

## Transports
Minamiashigara est desservie par la ligne Daiyūzan de la compagnie Izuhakone Railway. La gare de Daiyūzan est la principale gare de la ville.

## Symboles municipaux
Les symboles municipaux de Minamiashigara sont la gentiane et le camélia.

## Jumelages
- Tilburg (Pays-Bas) depuis 1989
- Mitoyo (Japon) depuis 1990